# Ervin Katnić
Ervin Katnić (Pula, 2. rujna 1921. – Split, 10. svibnja 1979.), hrvatski nogometaš, pripadnik ratne i prve poslijeratne generacije Hajduka. 
Priključen je Hajduku NOVJ neposredno uoči prve utakmice na turneji po Italiji, 18. lipnja 1944. u mjestu Molo di Bari protiv momčadi britanskog garnizona. Dao je tri gola glavom. Postoje proturiječni podaci o identitetu, podrijetlu i životopisu ovog igrača prije pristupanja Hajduku NOVJ. Nakon rata ostao je u Splitu i Hajduku, te je odigrao prvu službenu utakmicu 19. kolovoza 1945. protiv reprezentacije Zagreba (u Zagrebu, rezultat 2:1 za Hajduk JA). Utakmica je igrana za Prvenstvo FD Hrvatske 1945. Nastupao je za Hajduk od 1946. do 1953., odigrao 369 utakmica i postigao 28 pogodaka. Čvrst i snažan, premda niska rasta, imao je izvanredan osjećaj za skok. Jedan od ključnih igrača u osvajanju dvaju državnih prvenstava (1950. i 1952.) te prvenstva Hrvatske 1946. Spada među najbolje obrambene igrače u povijesti Hajduka. Do dolaska Dragana Holzera bio je smatran najboljim središnjim obrambenim igračem Hajduka svih vremena i do pojave tzv. "zlatne generacije" bio je redovito biran u "idealnih 11" u povijesti. Za A reprezentaciju Jugoslavije nije zabilježio nijedan nastup, iako je često bio pozivan kao rezerva, te je putovao i na Svjetsko prvenstvo 1950. u Brazilu.
Statistika u Hajduku
| Natjecanje        | Nastupi | Zgoditci |
| ----------------- | ------- | -------- |
| Prvenstvo         | 106     | 0        |
| Kup               | 13      | 0        |
| Superkup          | 0       | 0        |
| Međunarodne       | 0       | 0        |
| Splitski podsavez | 0       | 0        |
| Ukupno            | 119     | 0        |
| Prijateljske      | 250     | 28       |
| Sveukupno         | 369     | 28       |

## Vanjske poveznice
- Profil igrača: Katnić, Ervin na hajduk.hr